# Ba đậu leo
Ba đậu leo hay còn gọi cù đèn đuôi (danh pháp khoa học: Croton caudatus) là một loài thực vật có hoa trong họ Đại kích. Loài này được Geiseler mô tả khoa học đầu tiên năm 1807.

## Hình ảnh

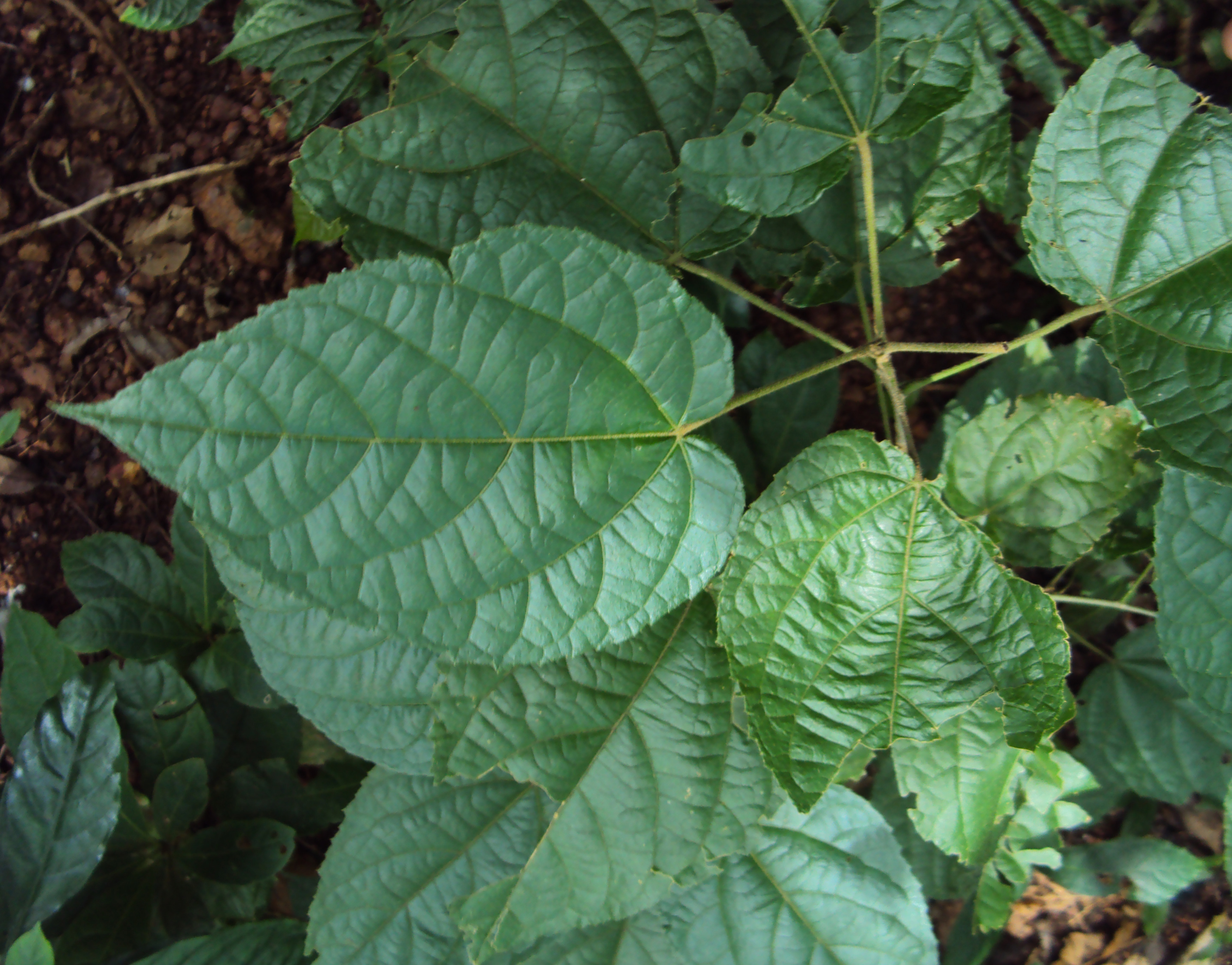
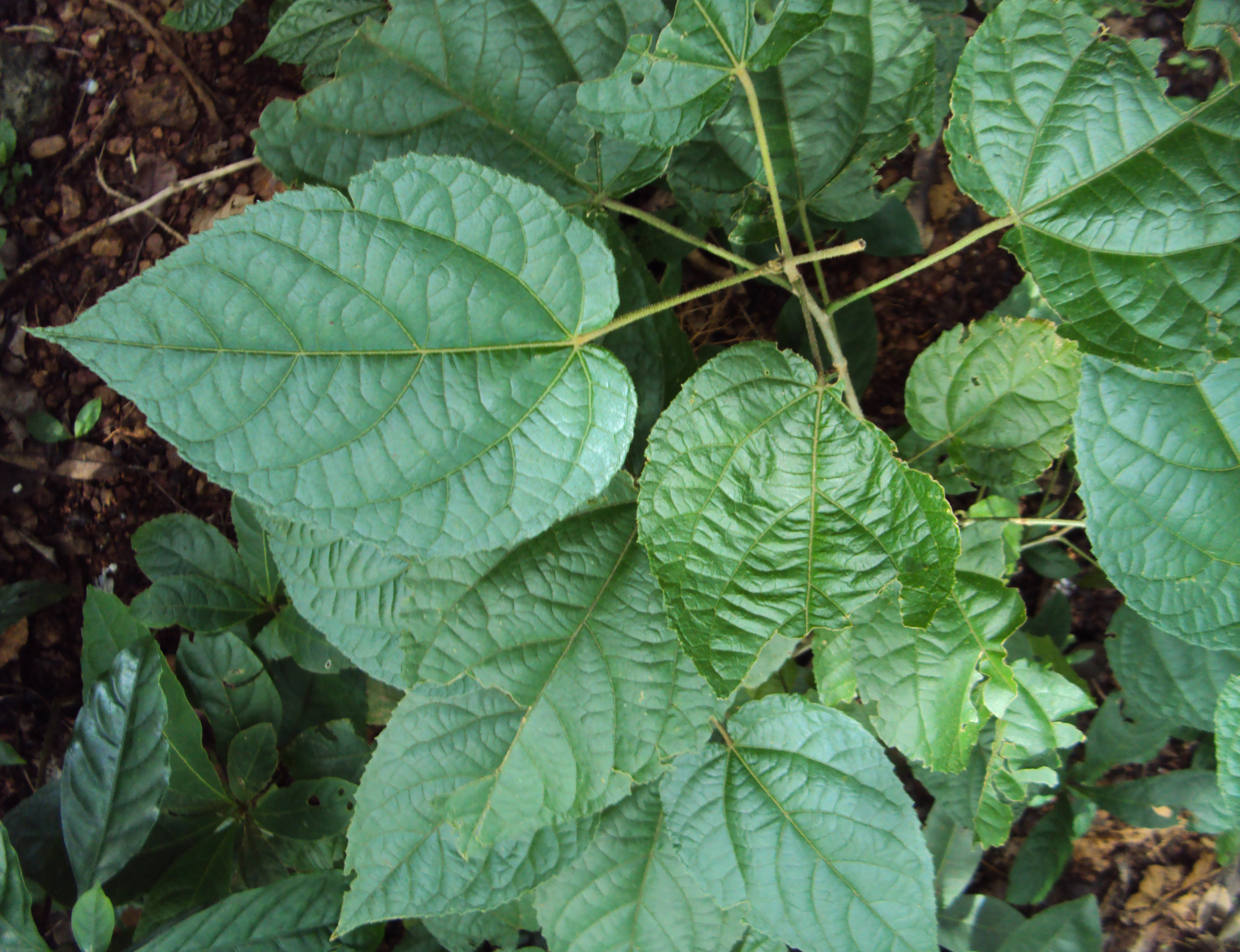
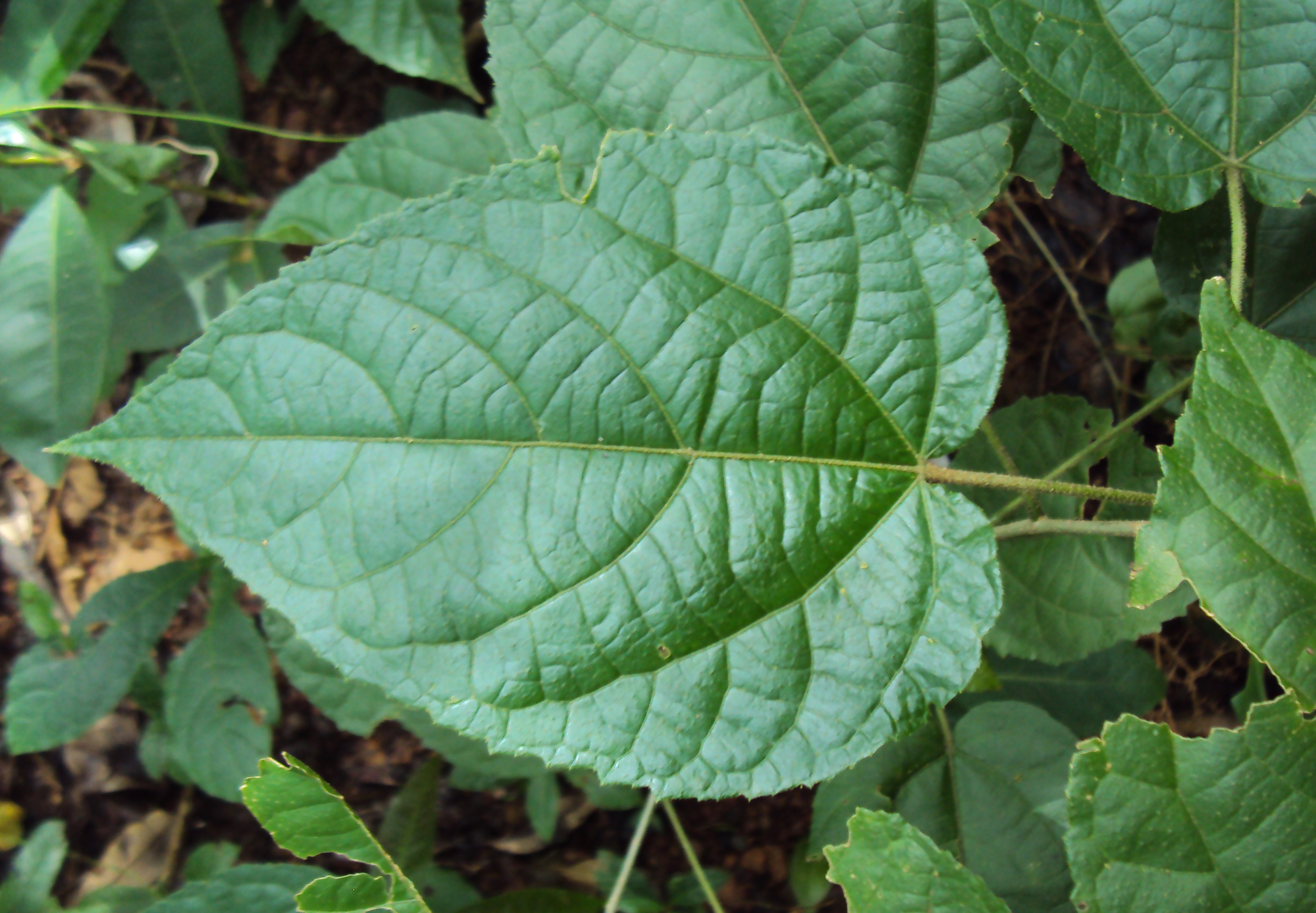
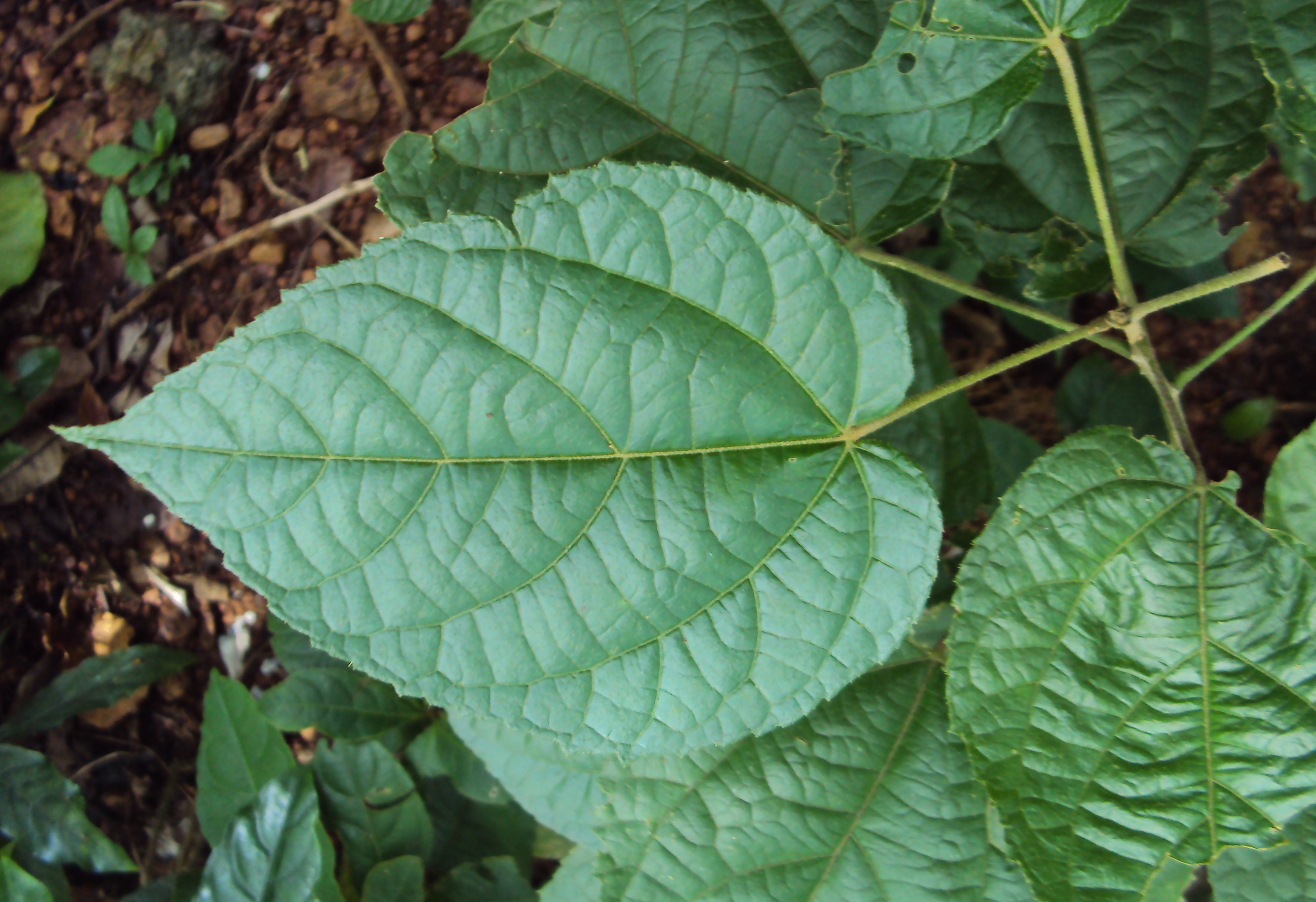